# Skulls of the Shogun
Skulls of the Shogun est un jeu vidéo de tactique au tour par tour développé et édité par 17-Bit, sorti à partir de 2013 sur Windows, Mac, Linux, PlayStation 4, Xbox 360, Ouya, iOS, Android et Windows Phone.

## Accueil

### Critique
- Canard PC : 8/10[1]

### Récompenses
Le jeu a obtenu une mention honorable dans la catégorie Excellence technique lors de l'Independent Games Festival 2013.